# Diamond Point
Diamond Point je administrativní budova, která se nachází mezi ulicemi Wilsonova a Ke Štvanici, naproti hotelu Hilton v Praze 8. Stavba byla realizována v letech 2004–2005. Investorem byla firma Diamant Real, s. r. o. a autory projektu Václav Aulický a Magdalena Pappová (interiéry), generálním dodavatelem Strabag, a. s. Projekt byl vytvořen v roce 2003.

## Popis
Na 11 nadzemních podlažích je k dispozici přes 18 000 m² kanceláří nejvyšší třídy A a 650 m² maloobchodních prostor. Čtyři podzemní patra nabízí 249 parkovacích míst, více než 1 300 m² skladových ploch a restauraci pro zaměstnance.
Jedná se o železobetonový monolit, střešní krytinu tvoří titanzinek, PVC fólie a kačírek. Okna jsou hliníková.
Součástí stavby je ocelová lávka přes ulici Ke Štvanici. Komplex se skládá ze dvou administrativních křídel. Nižší, severní, je osmipodlažní s ustupující nástavbou a vyšší, desetipodlažní část jsou řešena jako dispoziční trojtrakt s centrálním jádrem a vícepatrovou halou a dvěma provozními a komunikačními jádry. Nástavba je řešena jako dvoutraktová.
Je zde použito chladicích stropů v celé budově kombinovaných s tepelnými čerpadly a dvojitou fasádou. Na zimní období je instalována plynová kotelna jako zdroj tepla pro vytápění.
Vzhledem k zátopové oblasti je v řešení čtyř podlaží suterénu zohledněno i protipovodňové opatření.
Recepci v přízemí a v prvním patře navrhoval a v roce 2015 realizoval architekt Bořek Šípek.

## Galerie

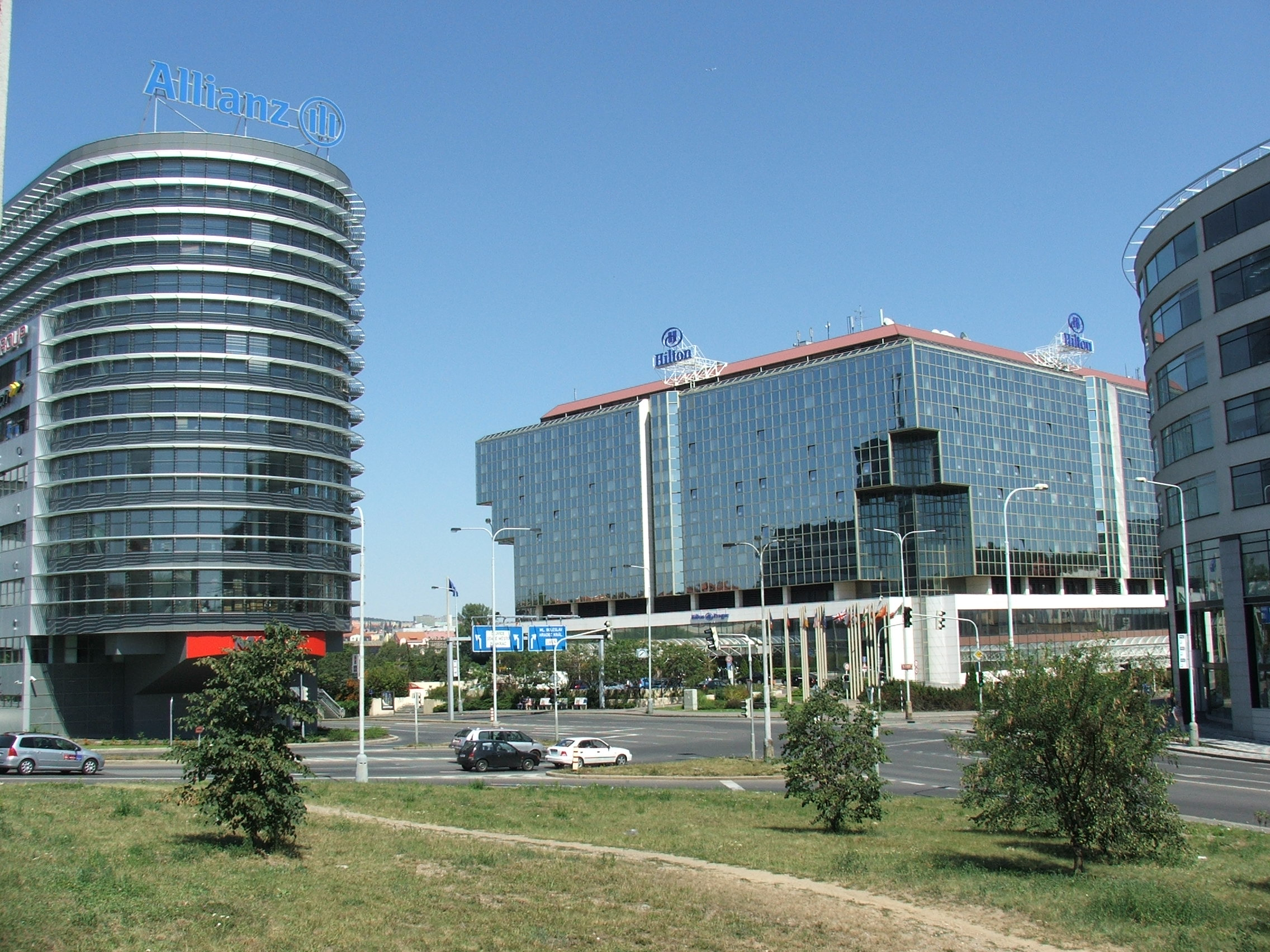
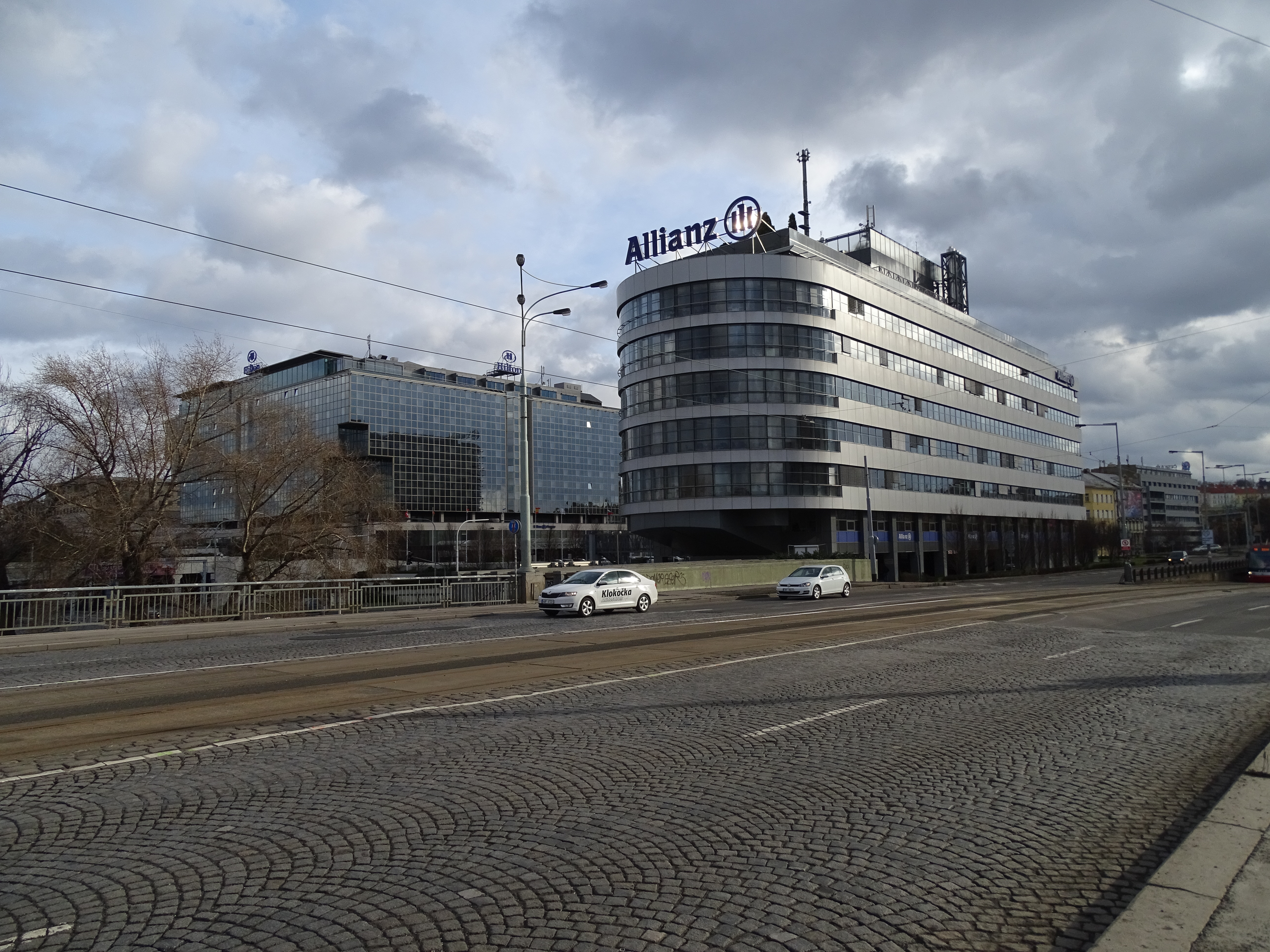